# Behram Kurşunoğlu
Behram Kurşunoğlu (* 14. Mai 1922 in Çaykara, Türkei; † 25. Oktober 2003 in Coral Gables) war ein türkischer Physiker.

## Leben
Kursunoglu studierte in Ankara und Edinburgh und wurde an der Universität Cambridge promoviert. 1953 war er an der Cornell University und besuchte in dieser Zeit auch Albert Einstein in Princeton. 1956 bis 1958 war er Dekan in der Fakultät für Kernphysik und Kerntechnik an der Technischen Universität des Nahen Ostens und Berater des türkischen Generalstabs. Ab 1958 war er Professor an der University of Miami. Dort war er 1965 einer der Gründer des Center for Theoretical Physics und dessen erster Direktor. Seit 1964 organisierte er die Coral Gables Konferenzen in theoretischer Physik (Orbis Scientiae). Dabei hatte er gleich am Anfang die Unterstützung von J. Robert Oppenheimer. 1992 wurde er emeritiert, organisierte aber weiter seine Konferenzen mittels der von ihm gegründeten Global Foundation.
Als Physiker befasste er sich mit theoretischer Elementarteilchenphysik und vereinheitlichten Feldtheorien, das heißt Erweiterungen der Allgemeinen Relativitätstheorie, die auch die anderen fundamentalen Kräfte umfassen. Speziell verfolgte er Erweiterungen mit antisymmetrischen Anteilen des metrischen Tensors.
Er befasste sich auch mit globalen Energiefragen.

## Schriften
- Modern Quantum Theory, Freeman 1962
- Herausgeber mit Eugene Wigner Reminiscences about a great physicist: Paul Adrien Maurice Dirac, Cambridge University Press 1987